# Paranismo

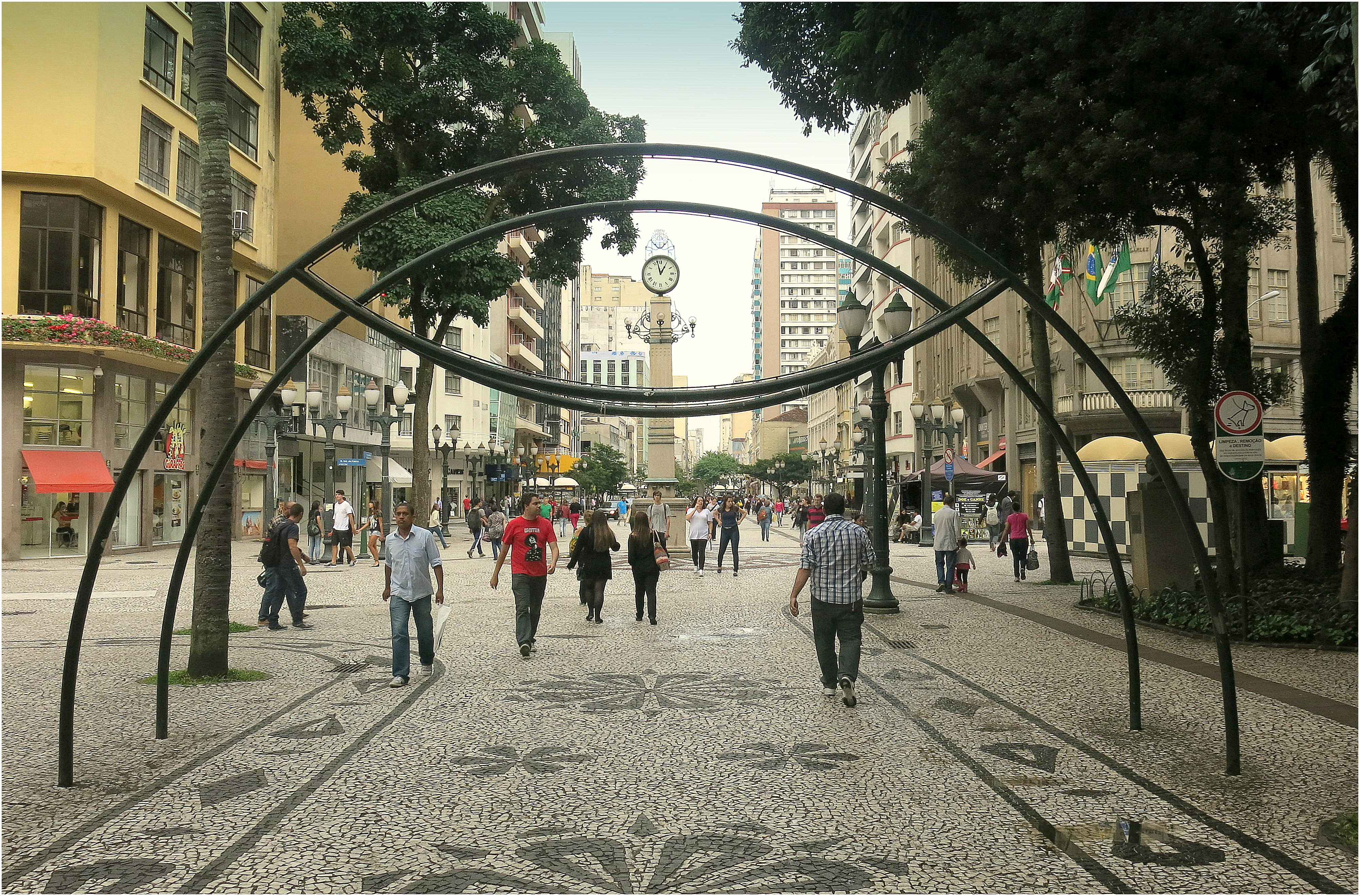
Desenhos em formato de pinhões em calçada da rua XV de Novembro em Curitiba, herança do Movimento Paranista.

O paranismo foi um movimento artístico e cultural marcado pela busca de uma identidade regional do estado do Paraná durante os anos 1920 e 1930. Desenvolveu-se por meio de esculturas, desenhos, pinturas e decoração.
Entre os integrantes do movimento se destacam Romário Martins, Guido Viaro, João Turin, Theodoro de Bona, Zaco Paraná, Lange de Morretes, João Ghelfi, entre outros.

## Antecedentes
A emancipação política do Paraná em 1853 criou a Província do Paraná. Naquela época as cidades paranaenses resumiam-se entre o litoral, região de Curitiba e Campos Gerais. A região era essencialmente rural, com práticas agrícolas e pecuárias como pilares da economia local. Poucas eram conhecidas as representações culturais genuinamente paranaenses, até porque se tratava de um território recém-formado e pouco povoado. Até então a maior parte das representações populares do estado eram de elementos biológicos como, por exemplo, as araucárias e o pinhão, a formação biogeográfica como os campos gerais, além dos planaltos, arenitos, rios e grandes quedas de águas como as Cataratas. Os mitos e as histórias contadas pelo povo se baseavam em personagens como o colono, o tropeiro e o índio.

## História

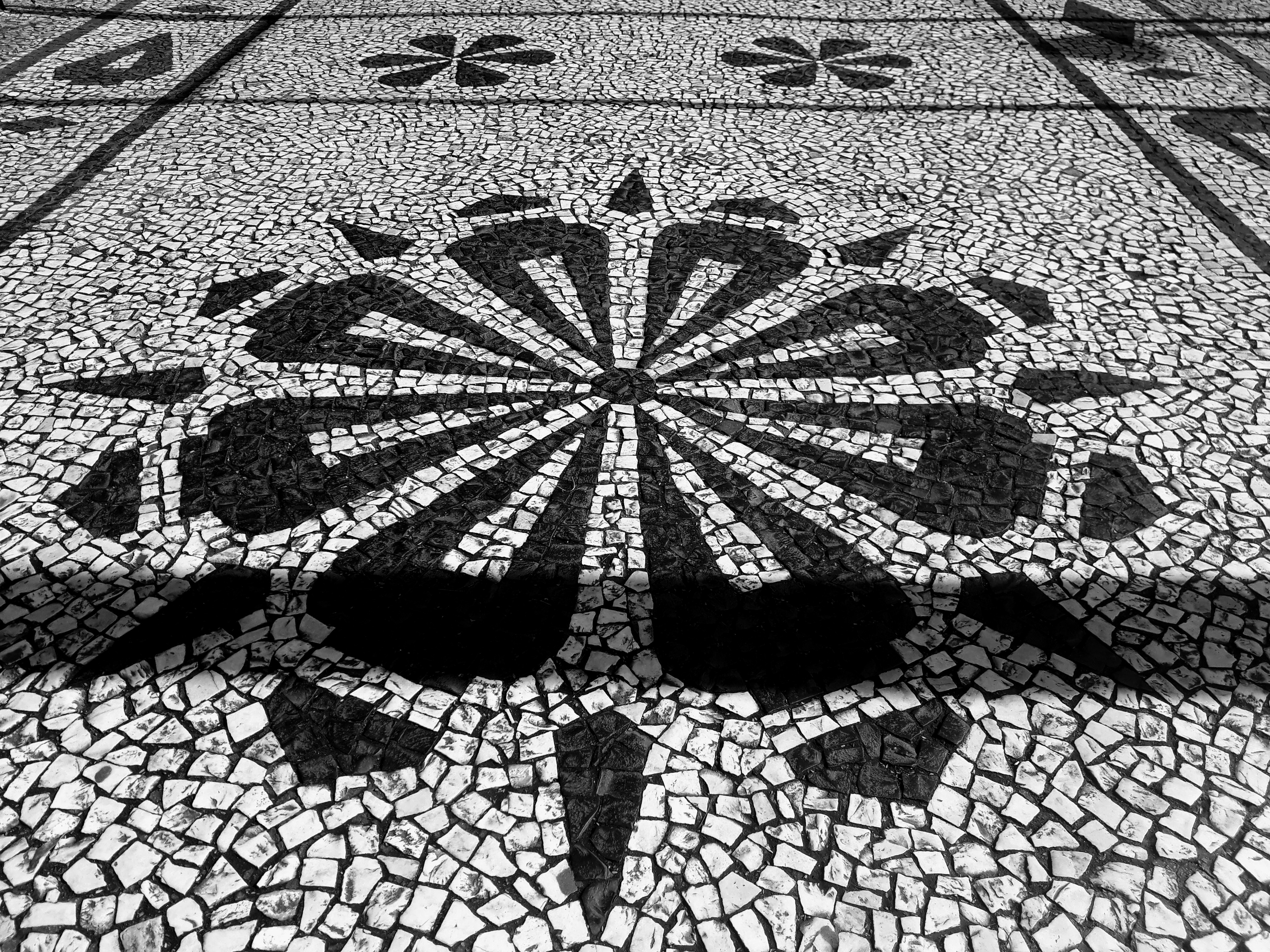
Detalhes da calçada da Praça General Osório, no centro de Curitiba.

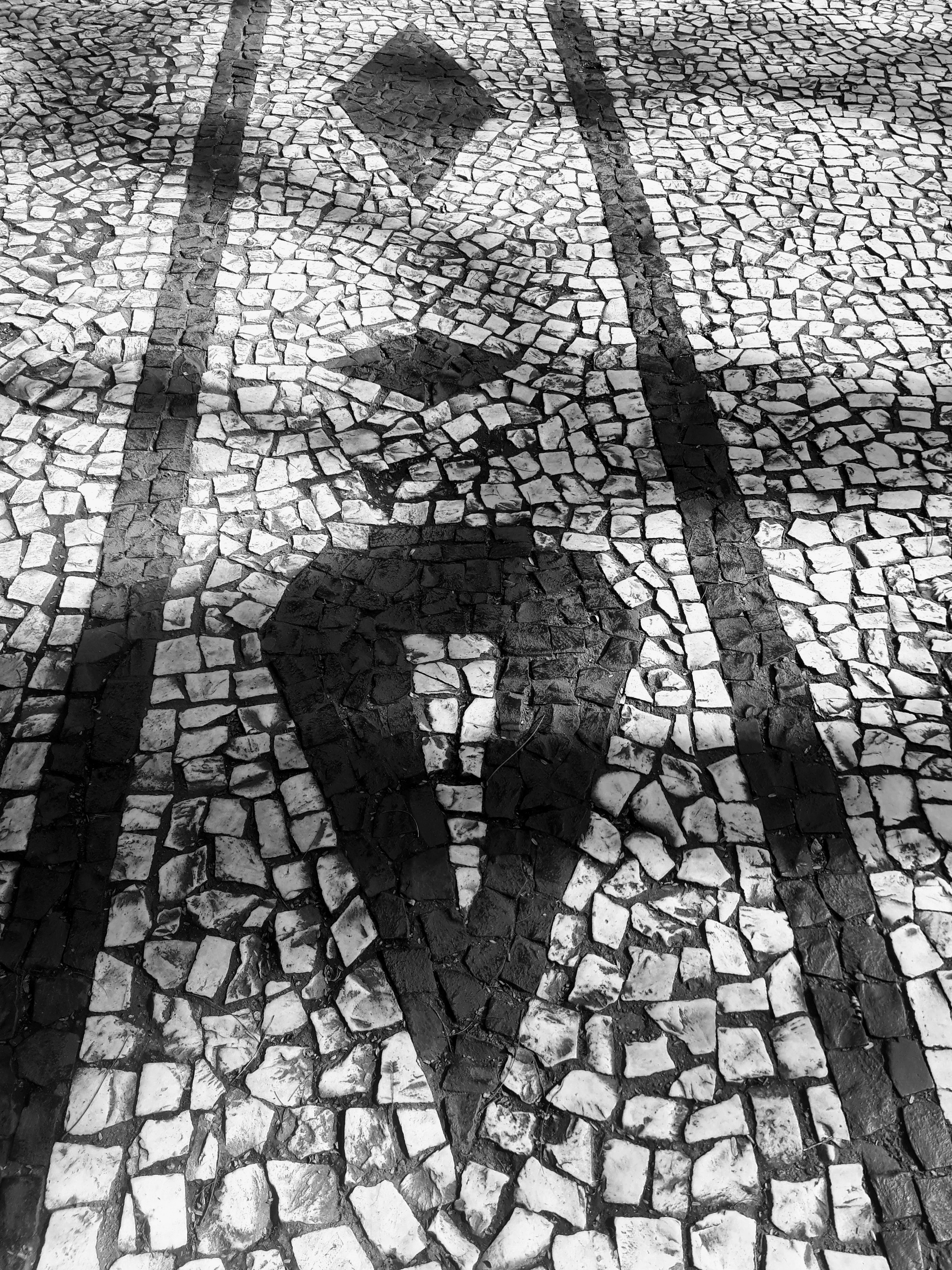
Detalhes da calçada da Praça General Osório, no centro de Curitiba.

A fundação do Instituto Histórico e Geográfico do Paraná, em 1900, que procurou construir uma identidade regional do Paraná, teve grande importância na formação das bases do movimento.
Em 1927, Romário Martins publica um manifesto idealizando e definindo o movimento. 
Paranista é todo aquele que tem pelo Paraná uma afeição sincera e que notavelmente a demonstra em qualquer manifestação de atividade digna, útil à coletividade paranaense. [...] Paranista é aquele que em terras do Paraná lavrou um campo, cadeou uma floresta, lançou uma ponte, construiu uma máquina, dirigiu uma fábrica, compôs uma estrofe, pintou um quadro, esculpiu uma estátua, redigiu uma lei liberal, praticou a bondade, iluminou um cérebro, evitou uma injustiça, educou um sentimento, reformou um perverso, escreveu um livro, plantou uma árvore— Romário Martins em: Paranística. In: A Divulgação. Curitiba 1946, p. 91).